# 埃伦西亚
埃伦西亚，是西班牙卡斯蒂利亚-拉曼恰雷阿尔城省的一个市镇，总面积為227平方公里。根據西班牙国家統計局統計，該市2016年总人口為8580人，人口密度為38人/平方公里。